# Podział administracyjny Gagauzji
Podział administracyjny Gagauzji
Administracyjnie obszar Gagauzji dzieli się na: rejony (dolay), miasta oraz wsie (komuny). Stolicą Gagauzji jest Komrat (gag. Comrat), miasto liczące niegdyś ok. 36 tys. mieszkańców, a obecnie niewiele ponad 20 tysięcy. Poza nią w granicach Gagauzji znajdują się tylko dwa miasta: Ceadîr-Lunga (gag. Cadır Lunga) oraz Vulcănești (gag. Valkaneş). Wszystkie trzy są zarazem miastami rejonowymi. Liczba wsi (komun) przynależących do Gagauz Yeri wynosi 23, jednakże punktów osadniczych jest więcej, gdyż w skład komuny (miejskiej lub wiejskiej) może wchodzić kilka miejscowości.
Obecnie Komratowi podlega 12 wsi (komun):
- Avdarma
- Beşalma
- Buçak (Budjak)
- Köselia Ruse (Köseli Rus)
- Kirsovo
- Çokmeydan (Çokmaydan)
- Kongaz
- Kongazçik (składa się zw wsi: Kongazçik Yukarkı, Kongazçik Assakı oraz chutoru Duduleşt)
- Kotovskoe (Kırlannar)
- Dezghingea (Dezgincä)
- Ferepontevka (Ferapontievka, Parapontika)
- Svetlıy (do komuny tej należy także chutor Alekseevka).

Miastu Czadyr Łunga (Çadır Lunga) podlega 8 wsi (komun)
- Baurçi (Baurci)
- Beşgöz
- Kazayak
- Kiriet Lunga
- Kıpçak (Kopçak)
- Gaydar (Haydar)
- Joltay
- Tomay

Miastu Vulcănești (Valkaneş) podlegają trzy wsie (komuny):
- Karbalia (Kırbaalı)
- Çeşmeköy (Çeşmäköy, Cöşmäküü)
- Etulia (Etuliya, Tülüküü) (do komuny należy także Yeni Tülüküü (rum. Etulia Nouă) oraz osada Etulia – dworzec kolejowy.

Samo miasto Vulcănești (Valkaneş) tworzy także komunę. Oprócz miasta Valkaneş, w skład komuny wchodzi osada o statusie stacji kolejowej.
Powyższe toponimy podano w języku gagauskim. O ile nazwy poszczególnych miejscowości na obszarze Gagauz Yeri w języku rosyjskim oraz mołdawskim są stabilne, to w przypadku ich odpowiedników gagauskich istnieje pewne zamieszanie. Bywa, że niektóre punkty osadnicze mają po dwie lub trzy nazwy. Sporo tych toponimów to nazwy nadane jeszcze przez Tatarów nogajskich, którzy zamieszkiwali Budziak przed pojawieniem się na tym obszarze kolonistów z ziem bułgarskich (Gagauzów oraz Bułgarów)
W roku 2007 wieś Kongaz rozpoczęła starania o nadanie jej praw miejskich. Miejscowość ta pod względem liczby mieszkańców (14.000) jest bowiem największą wsią w Europie. Pod koniec 2007 roku parlament gagauski przyjął odpowiedni akt prawny w myśl którego Kongaz stał się formalnie miastem. Decyzja ta wymaga jednak zatwierdzenia przez władze centralne w Kiszyniowie, które jak dotąd nie wypowiedziały się jeszcze w tej sprawie.